# Denis Jur'evič Logunov
Denis Jur'evič Logunov (in russo Денис Юрьевич Логунов?, Denis Yurievich Logunov; 13 ottobre 1978) è un microbiologo russo.
Specialista in microbiologia medica, è vicedirettore per la ricerca del Centro nazionale di ricerca epidemiologica e microbiologica N. F. Gamaleja, capo del laboratorio di microbiologia cellulare NITSEM, dottore in scienze biologiche dal 2011 e membro corrispondente dell'Accademia russa delle scienze dal 2016.

## Biografia
Denis Jur'evič Logunov nasce il 13 ottobre 1978 a Frunze, ora Biškek, nella RSS Kirghisa. Nel 2000 si è laureato presso la facoltà di biotecnologia della Kursk State Medical University, nel dipartimento di Ingegneria Biomedica e nel 2002,  presso l'Istituto di ricerca russo di biotecnologie agricole, diventa un candidato di scienze biologiche dopo aver difeso la sua tesi di dottorato sul tema "Costruzione di adenovirus aviari ricombinanti CELO per l'espressione dell'informazione genetica nei mammiferi e negli uccelli". Dal 2003 ha lavorato presso l'Istituto di ricerca di virologia D. I. Ivanovsky.
Nel 2011, presso il Centro nazionale di ricerca epidemiologica e microbiologica N. F. Gamaleja ha difeso la sua tesi di dottorato sul tema "Modulazione dell'attività dei regolatori trascrizionali p53 e NF-κB in condizioni di infezione da micoplasma come fattore che contribuisce alla trasformazione delle cellule eucariotiche e alla progressione del tumore", diventando dottore in scienze biologiche. Con decreto del Presidente della Federazione Russa del 13 giugno 2019 n. 274 (Premi statali della Federazione Russa, in russo О награждении государственными наградами Российской Федерации?) riceve la medaglia dell'Ordine al merito per la Patria per un grande contributo allo sviluppo dell'assistenza sanitaria e della scienza medica.
Autore di oltre 140 articoli scientifici, tra cui 1 monografia, 1 capitolo in un libro, 82 articoli su riviste peer-reviewed, 21 brevetti, 6 linee guida e raccomandazioni, guida lo sviluppo di piattaforme vettoriali per la creazione di vaccini virali ricombinanti e farmaci per terapia genica. 4 tesi di dottorato sono state difese sotto la sua supervisione e tuttora è il capo del gruppo per lo sviluppo dello Sputnik V, un vaccino contro la COVID-19.